# Jordi Carrasco Mallol
Jordi Carrasco Mallol   (Manresa, 2 de març de 1975) és un nedador català retirat que va competir als Jocs Olímpics d'Estiu de 2000.